# 평화를 위한 동반자 관계

평화를 위한 동반자 관계:
1994년 당시 NATO 회원국이었던 나라
이전 가맹국 (현재 NATO 회원국)
현재 가맹국
가맹을 희망하는 나라

평화를 위한 동반자 관계(平和를 爲한 同伴者 關係, Partnership for Peace, PfP)는 북대서양 조약 기구(NATO)와 옛 소련 및 그 위성 국가들 사이에 신뢰 관계 형성을 위해 동구권 붕괴 직후인 1994년에 시작된 프로젝트이다. 현재는 18개국이 참가하고 있다. 이 프로젝트의 가맹국들 가운데 알바니아, 불가리아, 크로아티아, 체코, 에스토니아, 핀란드, 헝가리, 라트비아, 리투아니아, 몬테네그로, 북마케도니아, 폴란드, 루마니아, 슬로바키아, 슬로베니아, 스웨덴 16개국은 나중에 NATO 정회원국이 되었다.

## 가맹국 현황

### 현재 가맹국
현재 가맹국은 다음과 같다.
| - 우크라이나 (1994년 2월 8일) - 몰도바 (1994년 3월 16일) - 조지아 (1994년 3월 23일) - 아제르바이잔 (1994년 5월 4일) - 투르크메니스탄 (1994년 5월 10일) - 카자흐스탄 (1994년 5월 27일) - 키르기스스탄 (1994년 6월 1일) - 러시아 (1994년 6월 22일) - 우즈베키스탄 (1994년 7월 13일) | - 아르메니아 (1994년 10월 5일) - 벨라루스 (1995년 1월 11일) - 몰타 (1995년 4월 26일 가입, 1996년 10월 27일 탈퇴, 2008년 3월 20일 재가입) - 오스트리아 (1995년 2월 10일) - 스위스 (1996년 12월 11일) - 아일랜드 (1999년 12월 1일) - 타지키스탄 (2002년 2월 20일) - 보스니아 헤르체고비나 (2006년 12월 14일) - 세르비아 (2006년 12월 14일) |

### 이전 가맹국
다음 나라들은 1999년 3월 12일에 NATO 정회원 국가가 되었다.
- 폴란드 (1994년 2월 2일)
- 헝가리 (1994년 2월 8일)
- 체코 (1994년 3월 10일)

다음 나라들은 2004년 3월 29일에 NATO 정회원 국가가 되었다.
- 루마니아 (1994년 1월 26일)
- 리투아니아 (1994년 1월 27일)
- 에스토니아 (1994년 2월 3일)
- 슬로바키아 (1994년 2월 9일)
- 불가리아 (1994년 2월 14일)
- 라트비아 (1994년 2월 14일)
- 슬로베니아 (1994년 3월 30일)

다음 나라들은 2009년 4월 1일에 NATO 정회원 국가가 되었다.
- 알바니아 (1994년 2월 23일)
- 크로아티아 (2000년 5월 25일)

다음 나라는 2017년 6월 5일에 NATO 정회원 국가가 되었다.
- 몬테네그로 (2006년 12월 14일)

다음 나라는 2020년 3월 27일에 NATO 정회원 국가가 되었다.
- 북마케도니아 (1995년 11월 15일)

다음 나라는 2023년 4월 4일에 NATO 정회원 국가가 되었다.
- 핀란드 (1994년 5월 9일)

다음 나라는 2024년 3월 7일에 NATO 정회원 국가가 되었다.
- 스웨덴 (1994년 5월 9일)

## 같이 보기
- 북대서양 조약 기구의 대외 관계